# Ranieri Randaccio
Pas d'image ? Cliquez ici
Ranieri Randaccio, né le 24 mai 1952 à Rome est un pilote automobile italien. Il compte notamment deux participations aux 24 Heures du Mans, en 1988 et 1992. En outre, de 1995 à 1996, il remporte trois victoires dans le championnat Interserie.

## Biographie
En 1988, il participe aux 24 Heures du Mans sur Lancia LC2. il abandonne sur problème moteur à la vingtième heure,.
En 1995, il remporte sa première victoire au classement général en Interserie.
En 1992, il participe une dernière fois aux 24 Heures du Mans et abandonne de nouveau.
Dans les années 2000, il participe au championnat FIA des voitures de Sport, ainsi qu'aux Le Mans Series.
Depuis 2016, il participe au championnat d'Italie de sport-prototype,,.